# حوزه انتخابیه پیرانشهر، سردشت و میرآباد
حوزهٔ انتخابیه پیرانشهر و سردشت و میرآباد یکی از ۱۰ حوزه از حوزه‌های استان آذربایجان غربی برای انتخابات مجلس شورای اسلامی است. این حوزه به مرکزیت پیرانشهر، ۱ نماینده دارد.

## نمایندگان

### دورۀ سوم
1. قادر شریف‌زاده

### دورۀ دهم
1. رسول خضری[۱]

### دورۀ یازدهم
1. کمال حسین‌پور[۲]

### دوره دوازدهم
1. کمال حسین‌پور[۳]

## پی‌نوشت و منبع
1. ↑  «فارس گزارش می‌دهد، مجلس دهم در «راند» دوم تکمیل شد/ اصولگرایان و اصلاح طلبان چند کرسی در مجلس آینده دارند؟ + جدول». خبرگزاری فارس. 1392/02/11. بایگانی‌شده از اصلی در 13 سپتامبر 2016. دریافت‌شده در 1395/06/23. تاریخ وارد شده در |بازبینی=،|تاریخ= را بررسی کنید (کمک)
2. ↑  «نتایج انتخابات مجلس یازدهم در حوزه انتخابیه پیرانشهر و سردشت». خبرگزاری میزان.
3. ↑  «نتایج انتخابات مجلس شورای اسلامی در آذربایجان غربی - اورنا نیوز». urnanews.ir. دریافت‌شده در ۲۰۲۴-۰۴-۰۱.

- «جدول حوزه‌های انتخابیه در انتخابات دهمین دورهٔ مجلس شورای اسلامی» (PDF). مرکز پژوهش و سنجش افکار صدا و سیما. بایگانی‌شده از اصلی (PDF) در ۵ اكتبر ۲۰۱۸. دریافت‌شده در ۲۵ ژوئن ۲۰۱۶. تاریخ وارد شده در |archive-date= را بررسی کنید (کمک)